# 崔德新
崔德新（韓語：최덕신，1914年9月17日—1989年11月16日），朝鲜半岛政治人物、前大韓民國陸軍中將，曾任韩国外务部（今外交部）部長，并短暂代理过国家重建最高会议内阁首班（相当于国务总理），1976年与其妻子一起流亡海外，最终投奔朝鲜民主主义人民共和国。是向朝鲜投誠的逃亡者中最高级别的原韩国官员。

## 生平

### 早年
崔德新于1914年出生在日本统治下的朝鲜平安北道义州郡，其父为朝鲜独立运动活动家崔东旿。崔东旿在中国东北创立了两年制军政学校“桦成义塾”，后来成为朝鲜最高领导人的金日成曾在此就读。崔德新9岁时，与其母一同到中国投奔崔东旿。1933年，崔德新入读中国南京中央陆军军官学校德文班就讀，1936年比敘陸軍官校第10期畢業，安排到国民政府军事委员会担任德語翻译，不久又到基层部队担任作战参谋。1940年，韩国光复军成立，崔德新借调到光复军担任宣传课长。之后又进入孙立人的新38师，担任新兵营少校营长，随远征军进入缅甸。
抗日战争结束后，崔德新正式进入韩国光复军，担任光复军华南韩籍士兵集训总队队长。回国后，崔德新應安排进入韩国陆军警备官校特别班学习，不久由少尉晋升为少校，接着先后担任驻大田韩国陆军第2团团长、陆军官校首任校长、第3师师长等职，1949年赴美国深造。

### 回到韩国
1950年，朝鲜战争爆发，刚刚回国的崔德新上任第11师师长，任內采取“坚壁清野”的战术，避免与朝鲜游击队直接冲突。但由于“坚壁清野”的战术过于残忍，崔德新的部下甚至用烧房子的方式来驱赶百姓，因此落得“屠夫”的名声。1952年，崔德新獲任命为韩国驻日本东京的军事联络官，之后又参加了板门店停战谈判。朝鲜战争结束后，崔德新继续在國軍服役，直到1956年以陆军中将军衔退役。
1956年4月，韓國政府任命崔德新为韩国驻越南共和国（南越）公使，开始外交生涯，任內曾兼任韓國駐泰國公使。1961年，五一六军事政变之后，刚刚上台的韓國總統朴正熙由于十分景仰曾任陆军官校校长的崔德新，立刻将他调回国内担任外务部部長。1963年，崔德新自请外调，担任韩国驻西德大使。1967年，由于韩德兩國在東柏林事件等案上爆發一系列外交摩擦，崔德新遭撤换回国。回国后，朴正熙對崔德新心生猜忌，怀疑他与“亲北势力”暗中勾结，甚至质问他为什么暗中庇护“逃北分子”。

### 流亡及越北
此后，崔德新逐渐远离政坛，出任韩国天道教首领，由于对朴正熙独裁统治越发不满；1976年2月17日，崔德新借着赴东京出席宗教会议的机会，与妻子柳美英一起逃亡，并发表“脱离韩国宣言”，公开与朴正熙决裂。崔德新1976年2月移居美国，之后长期往来于日本和美国，积极联系民主人士，开展反朴正熙活动。
1978年11月，崔德新访问平壤，并得到金日成接见。此后，崔德新数次出入平壤，并公开称颂朝鲜的成就。1986年9月，他离开美国赴朝定居，任祖国和平统一委员会副委员长。1987年4月获金日成勋章。1989年3月任天道教青友党中央委员长。1989年5月任朝鮮宗教协会会长。1989年11月16日，崔德新逝世，平壤官方以国葬规格将其安葬在爱国烈士陵园。

## 家庭
崔德新夫人柳美英，1976年与崔德新一起流亡海外，并于1986年定居朝鲜。曾任天道教青友党中央委员会委员长、第十届最高人民会议常务委员会委员及檀君民族统一协议会委员长等职务。2016年11月23日病逝。
崔德新的岳父（柳美英之父）为朝鲜独立运动活动家柳東説（或作柳東悅），韩国独立后曾於盟軍託管朝鮮時期擔任美軍政廳統衛部（韓國国防部前身）部長，朝鲜战争爆发后被朝鲜人民军俘虏，后在转移途中死於美軍空袭。
崔德新与柳美英育有两子三女，当时均未随父母一起流亡，而是留在韩国。
长子崔建国已于2016年逝世。2019年，崔德新次子崔仁国投奔朝鲜。

## 著作
- 《我在南韩三十年：在民族分裂的悲剧中》，平壤：外文出版社，1989年。

## 影视形象
- 电影《民族与命运》1-4部，在电影中化名为崔贤德。